# Hemiocnus
Hemiocnus is een geslacht van zeekomkommers uit de familie Cucumariidae.

## Soorten
- Hemiocnus insolens (Théel, 1886)
- Hemiocnus rubrobrunneus Mjobo & Thandar, 2016
- Hemiocnus syracusanus (Grube, 1840)